# Vat Nokor
Le Vat Nokor fait partie de l’ensemble appelé Banteay Prei Nokor situé dans la province de Kompong Cham, à 1 200 mètres au nord-ouest de la ville de Kompong Cham.

## Histoire
La construction de ce monument bouddhique aurait débuté au Xe siècle sous Jayavarman II, puis aurait été interrompue. Le temple aurait été adapté ensuite au culte brahmanique.
Sous sa forme actuelle de temple bouddhiste il n’aurait été d’abord que remanié, puis enfin achevé vers 1566.
C’est un édifice de facture « provinciale » dont les architectes et artisans ne possédaient pas les compétences des maîtres qui assuraient alors l’édification d’Angkor Vat.

## Description
Il se compose d'une tour centrale de grès jouxtée par deux « bibliothèques » de latérite. Ce sanctuaire est d’abord entouré par un premier système de galeries de latérite, puis par un second.
Enfin, deux enceintes successives toujours en latérite, munies de portes et de gopuras achèvent ce plan classique.
La tour centrale du temple de Vat Nokor est décorée de motifs caractéristiques du Bayon avec des scènes bouddhiques sur les frontons.
Une pagode de facture moderne a été construite au milieu des vestiges du temple. 

## Patrimoine Mondial
Le site a été proposé en 1992 pour inscription au patrimoine mondial et figure sur la « liste indicative » de l’UNESCO dans la catégorie patrimoine culturel.

## Liens
1. ↑  Vat Nokor - Henri Parmentier - Bulletin de l'Ecole française d'Extrême-Orient -Année  1916 – Volume 16 – Numéro 16 - pp.1-38
2. ↑  Ensemble de Banteay Prei Nokor - UNESCO World Heritage Centre